# Sonatsa meridionalis
Sonatsa meridionalis är en ringmaskart som beskrevs av Chamberlin 1919. Sonatsa meridionalis ingår i släktet Sonatsa och familjen Maldanidae. Inga underarter finns listade i Catalogue of Life.